# Bad Berneck im Fichtelgebirge
Bad Berneck im Fichtelgebirge är en stad i Landkreis Bayreuth i Regierungsbezirk Oberfranken i förbundslandet Bayern i Tyskland.